# ⑧ Queen of J-POP
⑧ Queen of J-POP (8 Reina del J-POP) es el 8.º álbum de ℃-ute. Fue lanzado el 4 de septiembre de 2013 en 3 ediciones: edición regular y 2 ediciones limitadas. El nombre "Queen of J-POP" es porque quiere que la gente de todo el mundo que está interesada en Japón, lo mire y descubra quiénes son ℃-ute. (Según Tsunku)

## Lista de canciones
| CD  | |          |  |
| N.º | Título | Duración |  |
| 1.  | «Bagel ni Ham & Cheese (ベーグルにハム＆チーズ; Bagel de jamon y queso)»                                                                                    |          |  |
| 2.  | «Namida mo Denai Kanashiku mo Nai Nan ni mo Shitakunai (涙も出ない 悲しくもない なんにもしたくない; No me desgarro, no estoy triste, no quiero hacer nada)» |          |  |
| 3.  | «Kanashiki Amefuri» |          |  |
| 4.  | «Tadori Tsuita Onna Senshi (たどり着いた女戦士; La guerrera que llegó)»                                                                                     |          |  |
| 5.  | «Crazy Kanzen na Otona» |          |  |
| 6.  | «Nichiyoubi wa Daisuki yo (日曜日は大好きよ; Amo los domingos)»                                                                                             |          |  |
| 7.  | «Abiru Hodo no Ai wo Kudasai (浴びる程の愛をください; Por favor dame suficiente amor)»                                                                      |          |  |
| 8.  | «Aitai Aitai Aitai na» |          |  |
| 9.  | «Adam to Eve no Dilemma» |          |  |
| 10. | «Watashi ga Honki wo Dasu Yoru (私が本気を出す夜; La noche que me pongo serio)»                                                                             |          |  |
| 11. | «Kono Machi» |          |  |

| Edición Limitada A (DVD) |                                               |          |  |
| N.º                      | Título                                        | Duración |  |
| 1.                       | «℃-ute Concert Tour 2013 Haru ~Treasure Box~» |          |  |

| Edición Limitada B (DVD) |                                            |          |  |
| N.º                      | Título                                     | Duración |  |
| 1.                       | «Bagel ni Ham & Cheese (Music Video)»      |          |  |
| 2.                       | «Crazy Kanzen na Otona (Crazy Dance Ver.)» |          |  |
| 3.                       | «Realización del álbum y comentarios»      |          |  |

## Miembros Presentes
- Maimi Yajima
- Saki Nakajima
- Airi Suzuki
- Chisato Okai
- Mai Hagiwara